# 因克蘭區
17°47′42″S 70°29′42″W / 17.7950°S 70.4950°W
因克蘭區（西班牙語：Distrito de Inclán），是秘魯的一個區，位於該國南部塔克納大區的塔克納省，始建於1955年11月24日，面積1,414.8平方公里，海拔高度550米，2005年人口2,802，人口密度每平方公里2人。